# Sílvia Iturria
Sílvia Iturria (Tarragona, 1973) és una artista tarragonina.
S'inicia coma comissària, té un fil conductor centrat en la fotografia domèstica, com a instrument de socialització, de solemnització i d'identitat. Un treball que comença amb “En capses de sabates. Històries domèstiques dels tarragonins”, que va presentar al Palau Firal de Congressos el 2011. Al 2013 presenta “Veïns a la fresca” un dels seus darrers treballs. Actualment treballa en el nou projecte “Comte Sicart 15”
En la seva trajectòria hi ha dues parts diferenciades: la primera, en la qual té com a tema essencial la dona i els problemes de gènere, i la segona, més recent, en què es dedica a la recuperació d'arxius fotogràfics de caràcter domèstic i a comissaria exposicions.